# Ossian (Iowa)
Ossian è un comune degli Stati Uniti d'America, situato nello Stato dell'Iowa, nella contea di Winneshiek.